# Glaciar do Tour
O glaciar do Tour (em francês:  glacier du Tour) é um glaciar do maciço do Monte Branco, que se encontra na região de Ródano Alpes, do departamento de Alta Saboia, em França.
O glaciar que tira o nome da localidade em baixo, no vale, tem 5 km de comprimento e desce até os 2200 m no vale do Arve, mas onde só a sua parte terminal - cheia de crevasses com um desnível bem acentuado de mais de 800 m - é visível do vale pois a grande parte fica no planalto do Tour. À volta desse planalto glaciar encontram-se a Agulha do Tour, e a Agulha do Chardonnet. O refúgio  Alberto I fica sobre o glaciar a 2706 m.
O glaciar do Tour, sendo o último quando se sobe o vale do Arve, pode ser considerado como a origem do rio Arve que é afluente do rio Ródano, no cantão de Genebra, na Suíça.